# Das Leben des Brian
Das Leben des Brian (Originaltitel: Monty Python’s Life of Brian) ist eine Komödie der britischen Komikergruppe Monty Python aus dem Jahr 1979. Der naive und unauffällige Brian, zur selben Zeit wie Jesus geboren, wird durch Missverständnisse gegen seinen Willen als Messias verehrt. Weil er sich gegen die römischen Besatzer engagiert, findet er schließlich in einer Massenkreuzigung sein Ende.
Die Satire zielt auf den Dogmatismus religiöser und politischer Gruppen. Insbesondere christliche, aber auch jüdische Vereinigungen reagierten mit scharfen Protesten auf die Veröffentlichung. Die folgenden Aufführungsboykotte und -verbote in Ländern wie den Vereinigten Staaten, dem Vereinigten Königreich oder Norwegen fachten die Kontroverse um Meinungsfreiheit und Blasphemie weiter an.
Obwohl der Vorwurf der Blasphemie von praktisch allen Seiten entkräftet wurde, ist die Satire nach wie vor bei Christen umstritten und gilt aufgrund ihrer rezeptionsgeschichtlichen Bedeutung als Paradebeispiel für die Reibungspunkte zwischen künstlerischer Meinungsfreiheit und Religionstoleranz. Filmkritiker und die Pythons selbst bezeichnen Das Leben des Brian aufgrund seiner kohärenten Geschichte und intellektuellen Substanz als das reifste Werk der Komikergruppe. Zahlreiche Umfragen bestätigen den anhaltenden Erfolg beim Publikum. Das Abschlusslied Always Look on the Bright Side of Life wurde weit über den Filmkontext hinaus bekannt.
Das British Film Institute wählte Das Leben des Brian auf Platz 28 der besten britischen Filme aller Zeiten. Daneben rangiert er auf Platz 2 der Liste der 100 besten britischen Filme, die das Magazin Empire 2016 veröffentlichte.
Bei der Umsetzung der Film-Idee kam es zu Finanzierungsschwierigkeiten, die nur durch die Hilfe des Ex-Beatle George Harrison gelöst werden konnten.

## Handlung
Brian ist der uneheliche Sohn der Jüdin Mandy Cohen und des römischen Centurio Nixus Minimax. Er wird in der gleichen Nacht geboren wie Jesus, im direkt benachbarten Stall. Unter seiner herrischen Mutter wächst er zu einem unauffälligen jungen Mann heran und verliebt sich in die idealistische Judith, die sich in der jüdischen Widerstandsgruppe „Volksfront von Judäa“ gegen die römischen Besatzer engagiert.
Um Judith nahe zu sein, tritt Brian der Gruppe bei und beteiligt sich an deren Einbruch in den Palast von Pontius Pilatus. Sie wollen Pilatus‘ Frau entführen und so das römische Imperium zu Fall bringen. Der Versuch scheitert jedoch, weil Mitglieder der „Kampagne für ein freies Galiläa“, eine der vielen anderen verfeindeten Widerstandsgruppen, zur selben Zeit im Palast auftauchen und ebenfalls Pilatus‘ Frau entführen wollen. Es kommt zum Kampf, alle Beteiligten sterben bis auf Brian, der verhaftet und vor Pilatus gebracht wird. Im Verlauf des Verhörs bekommt die Palastgarde wegen der Namen von Pilatus’ Freunden einen Lachanfall, was Brian zur Flucht ausnutzen kann.
Auf seiner wilden Flucht stürzt er von einem Turm, wird aber von einem vorbeifliegenden Alienschiff aufgefangen, das kurz darauf an derselben Stelle abstürzt. Brian steigt unverletzt aus dem Wrack. Nach einem weiteren Sturz findet er sich auf einem der vielen Rednerpodeste neben dem belebten Marktplatz wieder. Um nicht aufzufallen, versucht Brian, es den zahlreichen Propheten auf den anderen Podesten gleichzutun. Sein unbeholfenes Gestotter weckt umso mehr Interesse bei den Zuhörern. Als die Soldaten, die ihm nach wie vor auf den Fersen sind, endlich abziehen, macht Brian sich aus dem Staub, doch seine Zuhörer folgen ihm. Sie interpretieren jedes Missgeschick und jede Banalität als ein „Zeichen“ bzw. von Brian vollbrachtes Wunder und erklären ihn zu ihrem Messias. Er wird sie erst los, als sie einen Eremiten als vermeintlichen Ketzer fortschleppen, um ihn hinzurichten.
Die folgende Nacht verbringt er mit Judith, die seine Gefühle inzwischen zu erwidern scheint. Als er am nächsten Morgen aus dem Fenster blickt, ist der Platz davor mit seinen Jüngern überfüllt, die auf weitere Heilsbotschaften warten. Brian und seine Mutter versuchen erfolglos, sie wegzuschicken. Er wird von den Römern entdeckt, erneut verhaftet und zum Tod am Kreuz verurteilt. Die kurz darauf durch Volksentscheid erfolgte Begnadigung schlägt fehl, weil ein anderer sich im Scherz als Brian ausgibt und freigelassen wird. Anstatt einen Befreiungsversuch zu unternehmen, beglückwünschen Judith und die anderen Mitglieder der "Volksfront von Judäa" ihn zu seinem selbstlosen Martyrium. Zudem wird Brian am Kreuz von seiner Mutter und einem Suizidkommando der „Judäischen Volksfront“ aufgesucht. Ein gut gelaunter Mitgekreuzigter stimmt schließlich das Lied Always Look on the Bright Side of Life an und alle singen mit, am Ende auch Brian.

## Produktionsgeschichte

### Drehbuchentwicklung
Die Mitglieder der Komikergruppe Monty Python trafen sich anlässlich einer Werbetour für ihren Film Die Ritter der Kokosnuß Anfang 1976 in Amsterdam. In einer Bar machten Eric Idle und Terry Gilliam Scherze über Jesus, der als gelernter Schreiner ans Kreuz genagelt wurde. Schon bei der Premiere jenes Films in New York hatte Idle eine Idee für ein neues Projekt: Jesus Christus – Gier nach Ruhm. Das provokante Thema schien den Pythons, die zu diesem Zeitpunkt bereits ihre Solo-Karrieren vorantrieben, vielversprechend genug, um sich wieder zusammenzufinden. Auch der überraschende kommerzielle Erfolg von Die Ritter der Kokosnuß wirkte motivierend auf die Gruppe.
Seit der Zusammenarbeit an Monty Python’s Flying Circus hatten sich feste Autorenteams etabliert: Michael Palin entwarf seine Sketche meist mit Terry Jones, John Cleese arbeitete mit Graham Chapman, während Eric Idle und Terry Gilliam die beiden Einzelgänger der Gruppe waren. Bei den ersten Autorentreffen Ende 1976 lasen sich die Pythons willkürlich zum Thema geschriebene Szenen vor, dann entschied die Gruppe, was sie mochte und was nicht. Die Pythons entwickelten bald die Idee eines vergessenen, ungeschickten 13. Apostels mit Namen Brian, der zu allen göttlichen Ereignissen zu spät kommt. Doch über Jesus selbst konnten und wollten die Pythons aus Respekt keine Witze machen, was sich für die Arbeit an der Komödie als hinderlich erwies.
Im Zuge ihrer intensiven Recherchen stießen sie auf die Tatsache, „dass damals in Judäa das Messiasfieber grassierte“, wie Michael Palin berichtete. Auf dieser Grundlage kreierten sie eine Figur, die zwar eine zu Jesus parallel verlaufende Lebensgeschichte hatte, aber eindeutig nicht Jesus war. Brian von Nazareth, der fälschlicherweise für einen Messias gehalten wird, etablierte sich als beherrschendes Leitmotiv. Während der weiteren Autorentreffen in kreativer Atmosphäre drängten Gilliam und Jones nach eigener Aussage am meisten darauf, aus den einzelnen Sketchen eine stimmige Geschichte zu machen. Als schließlich Michael Palin seinen Sketch über einen Pontius Pilatus mit einem Sprachfehler vorlas, war das entscheidende Element für den Film gefunden.
Auch Jesus selbst tauchte wieder im Skript auf: Die Witze entzündeten sich nicht an ihm, sondern richteten sich gegen die Zuhörer der Bergpredigt. Um einen komischen Zugang zur Kreuzigung zu finden, mussten sich die Autoren Terry Jones und Michael Palin auf die damalige Alltäglichkeit dieser Hinrichtungsmethode konzentrieren. „Manchmal wurden 500 bis 600 Leute an einem Tag gekreuzigt. […] Wir spielten mit der Idee, dass es Unfälle gibt und Sachen falsch laufen […]“ Die Suche nach einem befriedigenden Schlusspunkt gestaltete sich besonders schwierig. Eric Idles Idee, den Film mit einer leichtfüßigen, musikalischen Gesangseinlage am Kreuz zu beenden, wurde schließlich auch vom skeptischen Terry Jones akzeptiert. Basierend auf dem bisherigen Material entstand jene Szene, in der Brian am Fenster seinen Anhängern zuruft, sie sollen für sich selbst denken. Jones: „In ihr liefen sozusagen die Fäden der Geschichte zusammen.“
Als Titel des neuen Films setzte sich neben den Alternativen Brian of Nazareth und Monty Python’s Brian der Vorschlag Monty Python’s Life of Brian durch.
Im Januar 1978 verbrachten die sechs Autoren zwei Wochen in einem Strandhaus auf Barbados, um das Drehbuch zu beenden. Auch die Besetzung wurde fixiert. Jahre später erinnerte sich Michael Palin: „Das Leben des Brian war die letzte gute Gruppenerfahrung, was das Texten betrifft.“ Weil allen bewusst war, sich auf sensiblem Terrain zu bewegen, brachte Graham Chapman das fertige Drehbuch zu einem ihm bekannten Kanoniker der Königin. Befriedigt nahmen die Pythons zur Kenntnis, dass er es mit Vergnügen und ohne Einwände gelesen hatte.

### Vorproduktion

#### Finanzierungsschwierigkeiten

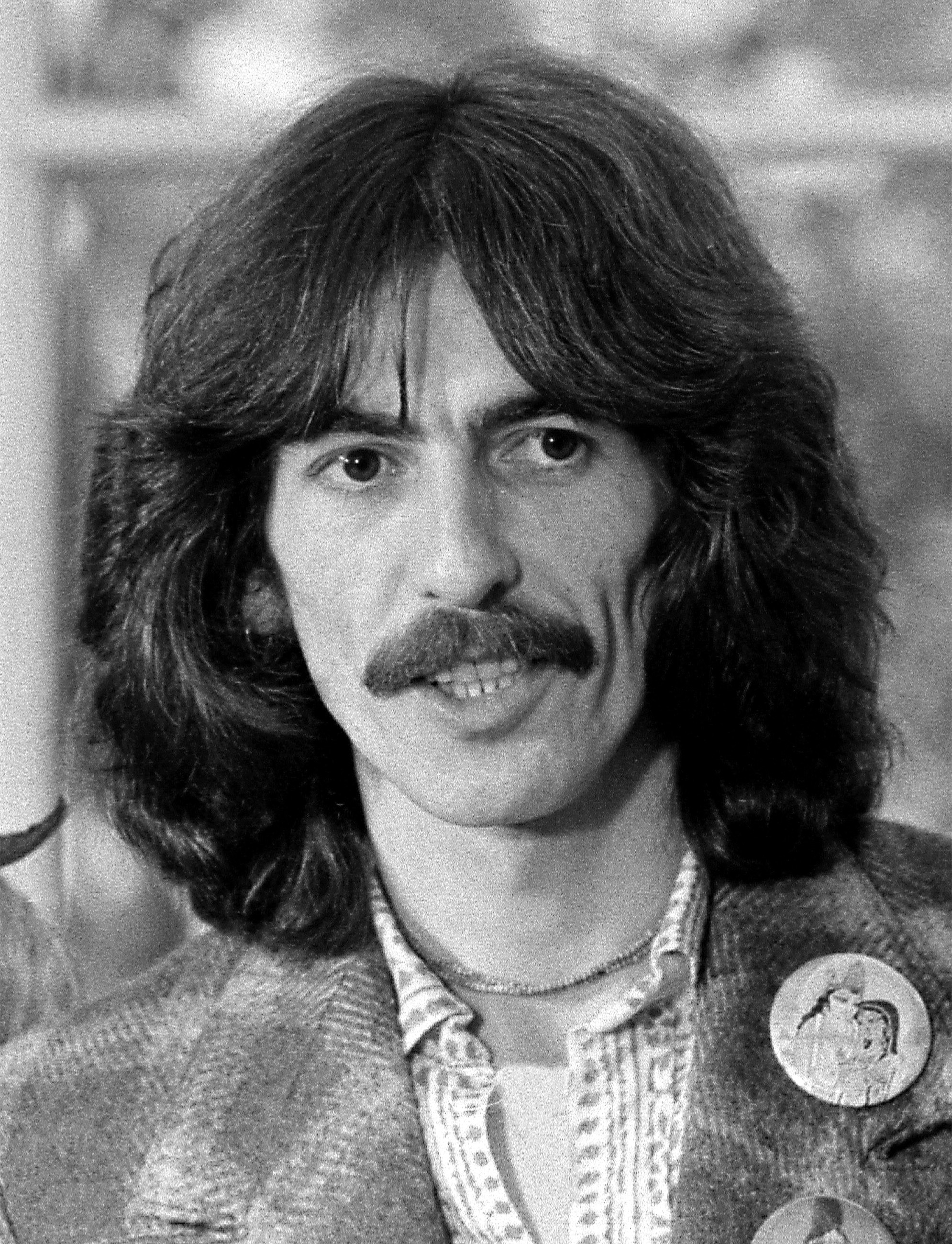
Gilt als Retter des Films: Ex-Beatle George Harrison

Die Mitglieder von Monty Python arbeiteten am Skript, ohne die Finanzierung geregelt zu haben. Tatsächlich begann sich Barry Spikings, Mitarbeiter von EMI, für das Projekt zu interessieren, als er auf Barbados zufällig auf Eric Idle traf. Wenig später sicherte er John Goldstone, der von den Pythons als ihr Produzent gewählt wurde, die nötigen Geldmittel zu. Doch zwei Tage vor dem geplanten Abflug zu den Dreharbeiten in Tunesien erteilte EMI-Vorstand Bernard Delfont dem Projekt eine Absage: Er hatte das Drehbuch gelesen und empfand es als anstößig. Zu diesem Zeitpunkt war der Produktionsvertrag noch nicht unterzeichnet; Gelder in der Höhe des Budgets von Monty Pythons wunderbare Welt der Schwerkraft waren aber bereits investiert. Monty Python musste nun einerseits seine Ansprüche auf die bisherigen Ausgaben vor Gericht durchsetzen, die der Gruppe schließlich zugestanden wurden. Die Suche nach einem neuen Produzenten stellte sich als schwierig heraus – wohl weil der Stoff potenziellen Produzenten zu brisant erschien.
Eric Idle berichtete seinem Freund, dem Ex-Beatle George Harrison, von den Schwierigkeiten, die benötigten rund vier Millionen Dollar aufzutreiben. Daraufhin stellte Harrison das Geld aus eigenen Mitteln zur Verfügung: Er gründete mit seinem Geschäftsführer Denis O’Brien HandMade Films, um den Film zu produzieren, „offenbar nur deshalb, weil er den Film sehen wollte“.

#### Besetzung und Regie

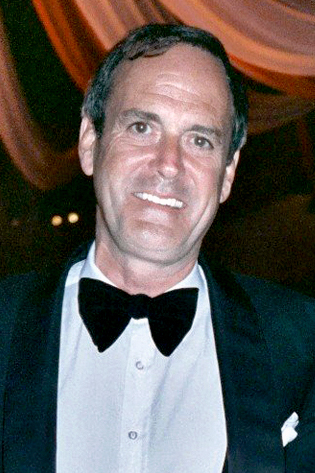
Wollte die Hauptrolle: John Cleese.

Spielte und inszenierte in Frauenkleidern und nackt: Terry Jones (Foto von 2007)

Auf die Besetzung einigten sich die Pythons während der letzten Schreibphase. Oft spielten die Autoren ihr eigenes Material, es sei denn, es sprach etwas dagegen. „Wir waren zu 80 Prozent Autoren und zu 20 Prozent Schauspieler, und als Autoren war uns sehr wichtig, dass das Casting stimmte. […] Unsere Egos als Schauspieler interessierten uns weniger“, sagte John Cleese über den meist unkomplizierten Besetzungsvorgang. Bei Life of Brian kam es dennoch zu größeren Besetzungsdiskussionen. Eine schwierige Frage war die adäquate Besetzung der Figur des Jesus. Schließlich einigte man sich auf Ken Colley und schlug etwa den von John Cleese vorgeschlagenen George Lazenby aus. Cleese sorgte für weitere Diskussionen, als er die Hauptrolle übernehmen wollte. Er begründete dies mit seinem Bestreben, „eine Figur von Anfang bis zum Ende eines Films durchzuhalten“. Michael Palin vermutete, Cleese habe sich „opfern“ und so verhindern wollen, dass Graham Chapman die Titelrolle übernahm. Bereits seit Jahren litt die Zusammenarbeit mit Chapman an dessen Alkoholismus. Doch besonders Terry Jones favorisierte Chapman: In der vorangegangenen Produktion war ihm seine glaubwürdige Ausstrahlung in der Rolle des Artus aufgefallen. „Das war für mich in der Comedy enorm wichtig – wichtiger, als dass der Hauptdarsteller witzig war.“ Graham Chapman beschloss seinerseits, sich seinem Suchtproblem zu stellen, und stand einen Entzug durch. Nicht nur seine nun konzentrierte Arbeitsweise als Schauspieler wirkte sich positiv auf die Dreharbeiten aus: Der studierte Mediziner kümmerte sich nach Drehschluss um die Gesundheit der Kollegen am Set. Eric Idle fasste zusammen: „Graham wurde geradezu ein Heiliger.“
In der vorangegangenen Produktion Die Ritter der Kokosnuß hatte sich die Gruppe entschieden, Terry Jones und Terry Gilliam gemeinsam Regie führen zu lassen. Unüberbrückbare künstlerische Differenzen zwischen den beiden hatten das Arbeitsklima jedoch nachhaltig belastet. Daher einigten sich die Pythons diesmal auf Jones als alleinigen Regisseur. Der visuell versierte Gilliam, der stets für die Animationen verantwortlich gewesen war, übernahm das Produktionsdesign. Gilliam, der bei Jabberwocky mit „echten Schauspielern“ gearbeitet und seine Karriere als Spielfilmregisseur begonnen hatte, zeigte sich mit dieser Lösung sehr zufrieden. Auch Terry Jones sprach später von einer idealen Kombination, unter der er jederzeit wieder arbeiten würde.

#### Produktionsdesign
Von Anfang an verfolgten die Pythons mit Das Leben des Brian ambitionierte Ziele. Michael Palin: „[Wir wollten] bei Das Leben des Brian nicht nur ein paar Späße vor bemalten Kulissen in den Shepperton Studios filmen, sondern uns um Statisten bemühen, die wirklich wie Juden oder Araber aussahen, und um echte Hitze, damit es authentischer würde. Es gab so viele Bibelschinken, die aussahen, als hätte man sie in Nordengland gedreht.“ Jones und Gilliam entschieden sich für Tunesien als Drehort. Dort konnten sie von Franco Zeffirellis Mehrteiler Jesus of Nazareth (1978) profitieren, der ebenfalls im tunesischen Monastir entstanden war: Für die Dreharbeiten stand ein Großteil von Zeffirellis Kulissen sowie der Kostüme und Requisiten zur Verfügung. Weitere Römerkostüme und Requisiten für Life of Brian stammten aus dem Fundus des Kostümverleihs Tirelli und der Cinecittà in Rom. Als Kostümbildner fungierten Charles Knode und Hazel Pethig, die bereits bei Monty Python’s Flying Circus in dieser Funktion tätig waren. Maggie Weston, die Frau von Terry Gilliam, war als Maskenbildnerin Teil des Produktionsteams.
Die unter der Leitung Gilliams neu erstellten Bauten waren im Wesentlichen ein Hypokaustum, durch das die Widerstandskämpfer in Pilatus’ Palast einbrechen sollten, einige Statuen, die wie die Steine für den Steinigungs-Sketch aus Styropor geformt wurden, und einige Zubauten, etwa bei der Ruine eines Amphitheaters, die als Kolosseum benutzt wurde. Besonders stolz schien Gilliam auf die Gestaltung von Pilatus’ Audienzsaal zu sein: „[…] sie zeigten, wie die römische Ordnung das jüdische Chaos zu besiegen versuchte.“ Zu Gilliams Verbitterung konnte man die aufwendige und teure Kulisse im fertigen Film kaum sehen, was zu neuerlichen Verstimmungen zwischen ihm und Terry Jones führte.

### Dreharbeiten

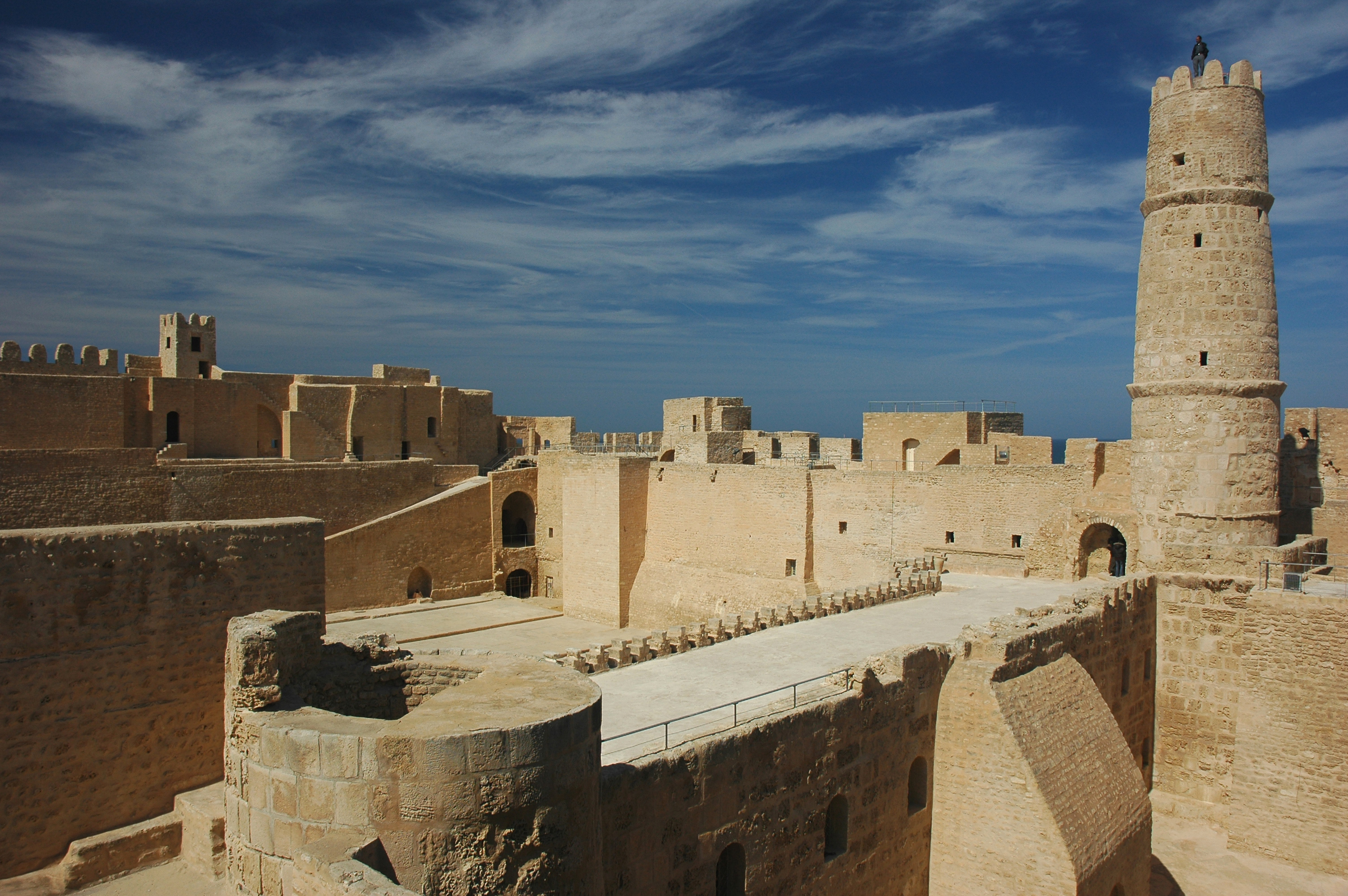
Der Ribāt in Monastir, Drehort für die Jerusalemer Stadtszenen.

Nach den Proben begannen am 16. September 1978 die fünfwöchigen Dreharbeiten in Tunesien. Entscheidungen bei der Arbeit an einem Monty-Python-Film traf die Gruppe meist nach gemeinsamen Diskussionen. Pythons, die nicht vor der Kamera standen, gaben als Zuschauer hilfreiche Kritik. Dass die Schauspieler die Autoren ihrer Texte waren, half bei den Dreharbeiten. Eric Idle: „Man muss nichts lernen, weil man es andauernd gelesen hat.“
Als erste Szene wurde die Steinigung gedreht, die an den Festungsmauern des Ribats in Monastir und damit an derselben Stelle aufgenommen wurde, an der auch Zeffirelli die Steinigungsszene für Jesus of Nazareth inszeniert hatte. John Cleese erinnerte sich später gern an die schon zu Beginn effiziente Arbeitsatmosphäre: „Besucher des Sets hätten glauben können, wir wären in der fünften Drehwoche.“ Die intensive Vorbereitung von Terry Jones rang den kritischen Pythons Respekt ab, auch wenn Jones, der wie alle mehrere Rollen spielte, mitunter in Frauenkleidern oder splitternackt Regieanweisungen geben musste. Michael Palin rückblickend: „Man nimmt [Regieanweisungen] dann nicht sehr ernst.“
Kameratechnisch verliefen die Arbeiten sehr unkompliziert. Laut Terry Jones wurden 50 bis 60 Prozent des Films mit einer 35-mm-Handkamera gefilmt, um sich aufwendige Auf- und Abbauten des Stativs zu ersparen. Als einzige schwer zu realisierende Einstellung entpuppte sich die Szene mit Michael Palin als Ex-Leprakrankem, der Brian ein Almosen entlocken möchte, obwohl Jesus seine Krankheit durch ein Wunder längst geheilt hat. Er verfolgt Brian von der Stadtmauer bis zu dessen Wohnung – ein Weg durch das Gewühl des Marktplatzes, den der Kameramann John Stanier bei sengender Hitze mit einer schweren Kamera in der Hand im Rückwärtsgang filmen musste.

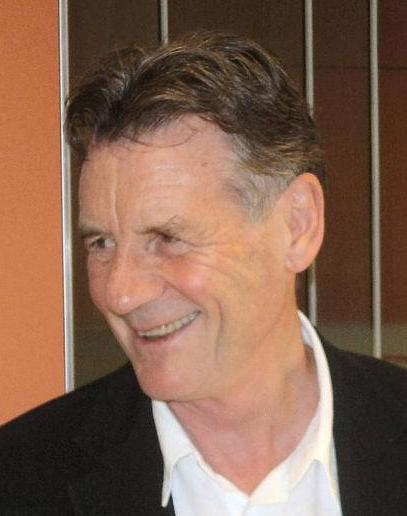
Michael Palin (Foto von 2005) hatte es als Pontius Pilatus schwer: „Ich brachte mich selbst zum Lachen, das kann man manchmal sehen.“

Nach intensiver Arbeit am Drehbuch fanden während des Drehs kaum Dialogänderungen oder Improvisationen statt. Eine der Ausnahmen war jene Szene, in der sich die Revolutionäre vor den Legionären während der Hausdurchsuchung verstecken sollten. Eric Idle und Terry Gilliam als sprachgestörte Gefängniswärter, die Michael Palin als geduldigen, liebenswerten Centurio bedrängen, nahmen sich in ihrer Szene ebenfalls Raum für ausgedehnte Improvisation.
Eine große Überraschung bereitete den Pythons das Auftauchen von Spike Milligan. Der altgediente Komiker (The Goon Show) stieg zufällig im selben Hotel ab, um erstmals nach Kriegsende die Schlachtfelder zu besuchen, auf denen er im Zweiten Weltkrieg gekämpft hatte. Die Pythons boten ihrem Vorbild, mit dem sie zum ersten Mal näher zu tun hatten, eine kleine Rolle im Film an. In der Szene, in der die Anhängerschaft Brians um die Bedeutung der verlorenen Sandale streitet, gab Milligan den zur Besonnenheit mahnenden Alten, an dem die besessene Gruppe achtlos vorbeizieht. Milligan selbst verließ zum Erstaunen der Pythons in der Mittagspause eigenmächtig den Drehort, um seinen Urlaub fortzusetzen, obwohl weitere Aufnahmen geplant waren. Auch George Harrison übernahm eine kleine Rolle, als er das Team besuchte und sich bislang gefilmtes Material ansah: John Cleese stellt ihn im Film als den Mann vor, der Brian „am Sonnabend seinen Berg für ’ne Predigt zur Verfügung“ stellt.

#### Massenszenen
Den aufwendigen Massenszenen stellte sich Terry Jones sehr früh. Bereits in der ersten Drehwoche fanden die Dreharbeiten für Pontius Pilatus’ Rede an die Bürger von Jerusalem statt: Rund 450 tunesische Statisten sollten sich wegen des Sprachfehlers des Pilatus vor Lachen zu Boden werfen. Terry Jones engagierte einen lokalen Komiker, aber kaum jemand lachte. Also machte Jones vor, was er von der Statistenmenge wollte, warf sich auf den Rücken und fing an, laut zu johlen vor Lachen. Wie Jones berichtete, machte es ihm die Menschenmenge enthusiastisch nach. Doch weil keine Kamera lief, ging dieser spontane Moment für den Film verloren. „Das war eine der verrücktesten Situationen meines Lebens.“
Die Szene unter Brians Fenster, die wenige Tage später gefilmt wurde, kam zwar mit weniger Statisten aus, war jedoch komplizierter: Die Masse musste unisono einen Dialog mit Brians Mutter führen. Man gewann eine Handvoll englischer Urlauber als Statisten und platzierte sie in den vorderen Reihen hinter den Schauspielern. Die anderen rund 200 Komparsen waren Tunesier, die kein Englisch sprachen. Terry Jones rief die Sätze, die von der Menge im Chor gesprochen werden sollten. Er hatte vor, die Szene nachzusynchronisieren, aber „die Menschenmenge war perfekt. Sie wussten nicht, was sie riefen. Sie riefen einfach zurück, was sie von mir gehört hatten. Und das haben wir schließlich benutzt.“
Am Beginn dieser Sequenz öffnet Graham Chapman als Brian nichtsahnend sein Schlafzimmerfenster und steht nackt vor seiner fanatischen Anhängerschar. Eric Idle berichtete, die arabischen Frauen seien „schockiert und außer sich“ gewesen. Terry Jones erläuterte später, dass Chapman separat gefilmt werden musste, weil sich hauptsächlich muslimische Frauen, denen es verboten ist, einen nackten Mann zu sehen, unter den Statisten befanden.
Im Oktober wurde mit der Bergpredigt schließlich die letzte Szene gedreht, die eine besonders große Anzahl an Statisten benötigte. Die Dreharbeiten fanden in Matmata südlich von Gabès statt, jener Wüste, in der auch die Wüstensequenzen des ersten Star-Wars-Films entstanden. Terry Jones bemühte sich, in der weiten Wüstenlandschaft mit nur rund 200 Statisten die Illusion einer gewaltigen Zuhörerschaft zu erzeugen. Kenneth Colley in der Rolle Jesu stand auf einem Hügel, die Kamera wurde auf einem weiteren Hügel aufgestellt. Auf beiden Erhebungen wurden die Statisten verteilt; das Tal dazwischen blieb menschenleer, konnte jedoch von der Kamera nicht eingesehen werden. So sollte der Eindruck entstehen, dass die Menschenmenge auch das Tal ausfüllen würde.
Bei der Szene im Kolosseum, die in den letzten Drehtagen in Karthago entstand, wurde der Mangel an kostspieligen Statisten laut Terry Gilliam durch Kreativität wettgemacht: „Es sollte eine Nachmittagsvorstellung sein, die sich niemand anschaut. […] Wir hatten immer kleine Budgets. Anstatt Dinge direkt anzugehen, muss man sich was überlegen. Und das ist letztendlich immer interessanter.“

#### Kreuzigung

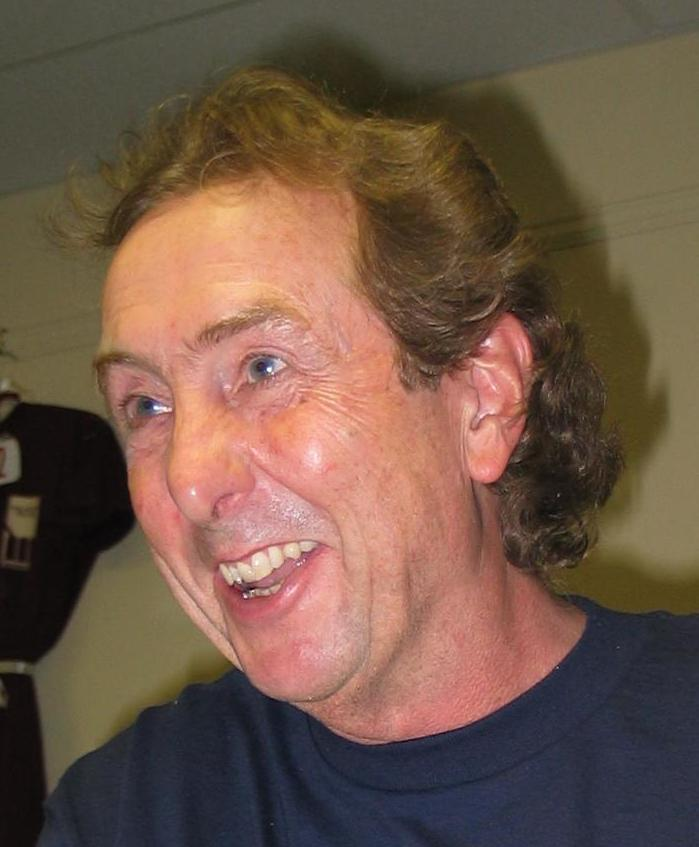
Die erste Version seines Liedes Always Look on the Bright Side of Life klang anders: Eric Idle (Foto von 2003)

Die dreitägigen Dreharbeiten zur Kreuzigungsszene verliefen erwartungsgemäß anstrengend. Kurz vor Drehbeginn hatte es stark geregnet, es war windig und kalt. Der erkrankte John Cleese konnte durchsetzen, als Gekreuzigter in eine dicke Decke eingewickelt zu werden. Gilliam ließ für jeden Schauspieler ein eigenes Kreuz mit Fußhalterungen und Fahrradsitzen konstruieren: „Wir hatten also alles festgelegt, aber Terry [Jones] änderte seine Meinung und setzte alle auf die falschen Kreuze. Es war also wirklich schmerzhaft.“
Um die Frage, wie authentisch die Darstellung der Kreuzigung sein durfte, wurde im Team viel gestritten. „Es gab einige Leute in der Gruppe, die Angst hatten, dass es zu realistisch sein würde, und dass das vom Humor ablenken würde“, erzählte Terry Gilliam, der mit spritzendem Blut beim Festnageln der Hände kein Problem gehabt hätte. Laut Terry Jones führte die Unschlüssigkeit dazu, dass zwei Versionen gedreht wurden. Weil jene mit den Nägeln bei den Testvorführungen auf Entsetzen stieß, griff Jones beim Endschnitt auf die Einstellungen zurück, in denen die Hände nur festgebunden wurden.
Das Abschlusslied Always Look on the Bright Side of Life änderte Komponist und Interpret Eric Idle noch während der Drehzeit, nachdem er die erste, ernst vorgetragene Version am Drehort vorgespielt hatte: „Zwar mochte ihn jeder, und alle applaudierten, aber ich dachte: ‚Irgendetwas stimmt damit noch nicht.[…]‘“ Idle war bald sicher, dass das Lied fröhlich und unbekümmert interpretiert werden müsste. Im mit Matratzen gedämmten Hotelzimmer nahm er den Gesang noch einmal auf. Diese in Tunesien gesungene Hauptstimme ist neben dem professionell eingespielten und arrangierten Orchester im Film zu hören.

#### Animationen und Spezialeffekte

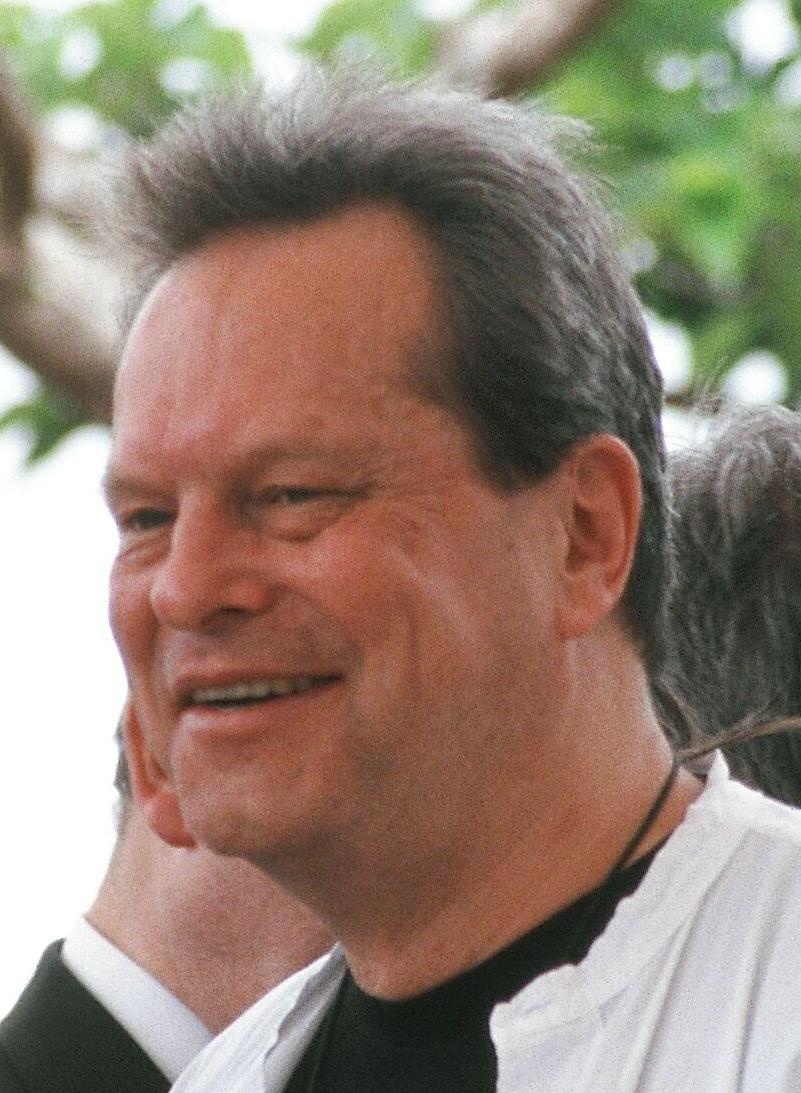
Terry Gilliam erzählte, George Lucas habe seine Raumschiffsequenz gelobt. (Foto von 2001)

Für die optischen Trickeffekte war Terry Gilliam verantwortlich. So ließ er für das aus der Entfernung aufgenommene Jerusalem eine etwa vier Meter hohe, bemalte Schablone anfertigen. Für das Jerusalemer Kolosseum hielt die Ruine eines Amphitheaters in Karthago her. Die fehlende Imposanz glich ein Matte Painting mit architektonisch eindrucksvollen Bögen aus – eine Filmtricktechnik, die auch bei einer Einstellung zum Einsatz kam, die Pilatus’ Palastmauern vollgeschmiert mit antirömischen Graffiti zeigt. Weil die antiken Mauern nicht beschmiert werden durften, baute Terry Gilliam für Aufnahmen, in denen kein Matte Painting eingesetzt werden konnte, eine eigene Mauerkulisse davor.
Gilliams Hauptfunktion bei Monty Python lag seit deren Gründung in der Herstellung humorvoller Animationen, die einzelne Sketche miteinander verbinden sollten. Bei Das Leben des Brian gab es aufgrund der stringenten Handlung keinen Bedarf für diese surrealistischen Kurztrickfilme. Stattdessen animierte Gilliam, wie üblich mit ausgeschnittenen Figuren und unter eigener Regie, für Das Leben des Brian einen aufwendigen Vorspann. „Man muss es mehrmals sehen, um alles mitzukriegen. Da steckt eine Geschichte drin. Diese kleine Figur sitzt im Himmel, in Gottes Land, und wird auf die Erde gestoßen und macht ein paar Abenteuer durch.“ Bei allem Stolz auf seine Animation sah Gilliam seine Zukunft längst im Realfilm. Mit der Entscheidung, eine von Gilliam inszenierte Science-Fiction-Sequenz in den Film einzubauen, kamen die Pythons nicht nur Gilliams Ambitionen entgegen: Der Humor der Pythons sollte sich stets durch Unberechenbarkeit auszeichnen.
In der vielbeachteten Sequenz fällt der flüchtende Brian von einem Turm, als ein zufällig vorbeirasendes Raumschiff ihn rettend auffängt. Die Außerirdischen liefern sich, mit Brian an Bord, eine wilde Weltraumschlacht mit einem feindlichen Raumschiff, ehe ihr Raumschiff getroffen auf die Erde zurast und in Jerusalem aufprallt, wo Brian dem Wrack unverletzt entsteigt. Als die Trümmer gebaut werden mussten, war das Filmbudget erschöpft. Gilliam improvisierte mit nicht mehr benötigten Kulissenteilen und Fundstücken vom Schrottplatz.
Die Einstellungen mit Brian im Raumschiff entstanden in London, zwei Monate nach Ende der Dreharbeiten in Tunesien. „Das Ganze wurde in einem Raum von sechseinhalb mal achteinhalb Meter gedreht. Dort bauten wir das Innere des Raumschiffs auf, schüttelten es durch und kreierten diese verrückten Geschöpfe.“ Nicht nur wegen des engen Raums brachten die Arbeiten für Graham Chapman einigen Stress. Er lebte zu diesem Zeitpunkt in Los Angeles und durfte aus steuerlichen Gründen nicht länger als 24 Stunden in England sein. Etwa acht davon verbrachte er in der Box, ehe er erschöpft zurückflog.
Der anschließenden Arbeit an der Weltraumschlacht näherte sich Gilliam betont spielerisch. Weil er keine Spezialeffekt-Experten hatte, um etwa die Raumschiffexplosion beim Aufprall auf einen Asteroiden zu realisieren, „gingen wir in ein Scherzartikelgeschäft und kauften alle explodierenden Zigarren, die sie hatten, kratzten das Pulver raus und bastelten eine kleine Bombe.“ Für die Soundeffekte nahm er ein Motorrad beim Gasgeben auf. „Wir haben bei diesen Filmen gelernt, wie man diese Dinge macht“, erzählte Terry Gilliam, der sich nach eigenen Angaben wie ein gut bezahlter Filmstudent fühlte.

### Nachbearbeitung
Am Ende der Dreharbeiten stand ein mit über zwei Stunden Spielzeit deutlich zu langer Film. Die geplante Einstiegsszene mit von Schafen schwärmenden Hirten und die Frau von Pontius Pilatus, die den Revolutionären eine wilde Verfolgungsjagd liefert, wurden herausgeschnitten.
Auch eine der umstrittensten Szenen wurde entfernt: Eric Idle schrieb und spielte Otto, Anführer des Suizidkommandos der „Judäischen Volksfront“, der in Brian den „Führer“ sucht, der Israel vom „Abschaum nichtjüdischer Menschen befreit“, um einen tausendjährigen Judenstaat zu gründen. Schließlich schlug Eric Idle selbst vor, die Szene herauszuschneiden: Die Figur wurde nach seiner Ansicht zu spät eingeführt und störe die Balance des Films. Regisseur Terry Jones und John Cleese pflichteten ihm bei, nur Terry Gilliam unterstellte Idle Angst vor den jüdischen Produzenten Hollywoods: „Ich meinte: ‚Wir haben die Christen vor den Kopf gestoßen, jetzt sind die Juden dran.‘“ Robert Hewison wies in seinem Buch Monty Python: The Case Against ebenfalls darauf hin, dass mit dem „Juden-Nazi Otto“ Probleme mit der jüdischen Lobby in den Vereinigten Staaten vorbestimmt gewesen seien, was zu Problemen im Verleih hätte führen können. In einem Interview bereute Terry Jones später, diese „prophetische“ Szene geschnitten zu haben.
Ottos letzter Auftritt ließ sich nicht eliminieren: Als Brians Mutter und Judith den gekreuzigten Brian aufsuchen, sind die Leichen des „fliegenden Suizidkommandos“ am Boden und beim Schlusslied mit wippenden Füßen zu sehen. Mit dem vollendeten Film zeigten sich die Pythons dennoch außergewöhnlich zufrieden. Michael Palin fasste zusammen: „Wir hatten tatsächlich das Gefühl, mit Das Leben des Brian eine Sprosse nach oben geklettert zu sein.“

### Synchronisation
Die deutsche Synchronisation entstand 1980 in den Ateliers der Berliner Synchron. Für Dialogbuch und Synchronregie zeichnete Arne Elsholtz verantwortlich. Elsholtz sah bei der Besetzung der einzelnen Stimmen davon ab, den zumeist in mehreren Rollen agierenden Darstellern jeweils nur einen deutschen Sprecher zuzuordnen. Diese Entscheidung führte dazu, dass etwa John Cleese in seinen verschiedenen Rollen von insgesamt drei Sprechern synchronisiert wurde, die ihrerseits mehrere Rollen anderer Schauspieler sprachen (siehe Tabelle unten). Einige Pythons spielten in der Steinigungsszene Frauen, die sich als Männer verkleiden. In der deutschen Fassung werden auch die männlichen Frauen-Darsteller von Frauen gesprochen. Pontius Pilatus, der im englischen Original das „r“ nicht artikulieren kann, kämpft in der deutschen Fassung mit den „B“-, „D“- und „Sch“-Lauten.
| Darsteller     | Synchronsprecher  | Rolle(n)                                                                                             |
| -------------- | ----------------- | --- |
| Michael Palin  | Thomas Danneberg  | 3. Weiser aus dem Morgenland                                                                         |
| Michael Palin  | Mogens von Gadow  | Eddie                                                                                                |
| Michael Palin  | Harry Wüstenhagen | Pilatus / Rübennase / Francis / Ex-Leprakranker / Ben / Langweiliger Prophet / Jünger / Nisus Wettus |
| Graham Chapman | Harry Wüstenhagen | 1. Weiser aus dem Morgenland                                                                         |
| Graham Chapman | Uwe Paulsen       | Brian / Schwanzus Longus                                                                             |
| John Cleese    | Uwe Paulsen       | 2. Weiser aus dem Morgenland                                                                         |
| John Cleese    | Thomas Danneberg  | Reg / Jüdischer Offizier / Zenturio                                                                  |
| John Cleese    | Hermann Ebeling   | Arthur                                                                                               |
| Eric Idle      | Arne Elsholtz     | Loretta / Gekreuzigter Sänger / Feilscher / Warris / Otto                                            |
| Terry Jones    | Arne Elsholtz     | Simon, der Heilige in der Grube                                                                      |
| Terry Jones    | Ulrich Gressieker | Brians Mutter / Kreuzigungsassistent                                                                 |
| Terry Gilliam  | Joachim Tennstedt | Zuschauer                                                                                            |

## Rezeption

### Widerstand vor der Veröffentlichung
Bei den Dreharbeiten sorgte ein Urteil im Vereinigten Königreich für Aufsehen und in der Folge für Sorge bei allen Beteiligten des Projekts: Die religiöse Organisation Nationwide Festival of Light erreichte vor den Gerichten des Landes die erste Verurteilung wegen Blasphemie seit 55 Jahren. Nicht nur wurde der Herausgeber der Homosexuellen-Zeitschrift Gay News zu neun Monaten Haft wegen Veröffentlichung eines gotteslästerlichen Gedichts verurteilt (das Urteil wurde später in eine Geldstrafe umgewandelt): Die obersten juristischen Instanzen bestätigten die Rechtsauffassung, wonach kein Wille zum Begehen einer Blasphemie vorliegen müsse, um wegen religions- und gotteslästerlicher Taten verurteilt werden zu können.
Die Arbeit am Film war noch nicht abgeschlossen, als Nationwide Festival of Light in den Besitz mehrerer Drehbuchseiten gelangte und in einem Brief an den Vorsitzenden des British Board of Film Classification (BBFC) warnte: „Sie wissen selbst um die Folgen heimtückischer Schmähungen Gottes, Christi und der Bibel.“ Ein Gutachten des Anwalts John Mortimer, mit dem die Pythons den Film schließlich zur Prüfung beim BBFC einreichten, schätzte das Klagerisiko als gering ein. Dabei führte Mortimer neben dem prinzipiell unbedenklichen Drehbuch besonders die Popularität der Komikergruppe ins Feld. Die Passage, wonach die Szenen des Ex-Leprakranken und die Frage nach Mandys Jungfräulichkeit religiöse Gefühle verletzen könnten, redigierte er auf Wunsch der Pythons in seiner dem BBFC übermittelten Einschätzung.
Eine noch größere Angriffsfläche bot das Buch zum Film, das neben dem Drehbuch die entfallenen Szenen enthielt und pünktlich zur Premiere verkauft werden sollte. Verleger im Vereinigten Königreich, den Vereinigten Staaten und Kanada haderten lange mit der Entscheidung, ob und wie das Buch veröffentlicht werden könne. Als problematisch beschrieben Gutachter vor allem die Szene mit dem Ex-Leprakranken, der sich über Jesus als „verdammten Wohltäter“ beschwert, und eine Szene im Anhang: Darin muss eine Frau ihrem Freund erklären, mit jemandem geschlafen zu haben, der sich als „Heiliger Geist“ ausgegeben habe. Nach Rücksprachen weigerten sich die Pythons regelmäßig, Änderungen vorzunehmen. Als der Film in den Vereinigten Staaten und Kanada, später auch von dem BBFC ohne weitere Bedenken im Hinblick auf mögliche blasphemische Inhalte freigegeben wurde, entschieden sich die Verleger angesichts der bevorstehenden Premieren für die Publikation von Monty Python’s Life of Brian (of Nazareth)/Montypythonscrapbook. Die beauftragte englische Druckerei weigerte sich jedoch, den kontroversen Anhang zu drucken, weshalb die englische erste Auflage von zwei anderen Firmen hergestellt werden musste.

### Premieren

#### Kontroverse

##### Vereinigte Staaten
Die Uraufführung des schon vor dessen Veröffentlichung wegen Religionsbeleidigung umstrittenen Films fand am 17. August 1979 im New Yorker Cinema One statt. Freigegeben wurde der Film für Kinder unter 17 Jahren nur in Begleitung eines Erwachsenen („Restricted“). Der Grund, die Premiere in den USA abzuhalten, fand sich nicht zuletzt in der verfassungsrechtlich verankerten Meinungsfreiheit.
Umgehend nach der Veröffentlichung gab es zum Teil wütende Reaktionen jüdischer, katholischer und protestantischer Vereinigungen. Der orthodoxe Rabbiner Abraham Hecht, Präsident der Rabbinical Alliance of America, gab zwei Tage nach der Premiere der Besorgnis Ausdruck, dieser Film sei derart beleidigend, dass „weitere Aufführungen zu Gewaltausbrüchen führen könnten“. Dass erste deutliche Kommentare von jüdischer Seite kamen, überraschte die Pythons, die im fertigen Film Angriffe auf das Judentum ausgeklammert hatten. Laut Terry Jones stellte sich heraus, dass die Verwendung eines jüdischen Gebetsschals, den John Cleese in der Steinigungsszene als Hohepriester trägt, der Hauptgrund dafür war. Andere Vertreter des Judentums bezeichneten die Äußerungen Hechts dagegen als „Gefahr für die Gedankenfreiheit“.
Bald brachten Christen Abneigung gegen den Film zum Ausdruck: In einem landesweit ausgestrahlten Radiokommentar bezeichnete der Protestant Robert E. A. Lee Life of Brian als „einen abscheulichen und widerlichen Angriff auf religiöse Gefühle“. Die Erzdiözese von New York der römisch-katholischen Kirche hielt die Komödie wegen Verspottung der Person Christi für einen „Akt der Blasphemie“. Pater Sullivan vom Roman Catholic Office for Film and Broadcasting hatte ein Jugendverbot erwartet und sah es als Sünde für Katholiken an, sich den Film anzusehen.
Versuche des Komitees Citizens Against Blasphemy („Bürger gegen Blasphemie“), eine Strafverfolgung einzuleiten, blieben erfolglos. Dafür trafen sich am 16. September Juden und Christen verschiedener Konfessionen vor dem Firmensitz der Warner Bros. zu einem Protestmarsch zum Premierenkino Cinema One. Auf Plakaten stand zu lesen, Life of Brian sei „ein bösartiger Angriff auf das Christentum“. In einer Rede äußerte sich Rev. Roger Fulton unter anderem zu „amoralischen Aspekten“ des Films: „Die Mutter des Messias (Brian) wird im direkten Widerspruch zur Heiligen Schrift von einem Mann in Frauenkleidern dargestellt […] Immer wieder wird männlichen Begierden Ausdruck gegeben, sich in eine Frau zu verwandeln.“
Nachdem Richard Schickel in der Zeitschrift Time in seiner wohlwollenden Filmkritik sinngemäß festgestellt hatte, diese aggressive Satire sei dazu gut, eigene Überzeugungen und Werte in Frage zu stellen, hielt ihm der Kolumnist William F. Buckley in der New York Post die Frage entgegen: „Meint Herr Schickel, wir bräuchten gelegentlich einen Holocaust? Oder, falls wir gerade auf einen Holocaust verzichten müssten, sollten die Leute von Monty Python wenigstens eine Komödie über Auschwitz machen? Sollten die Typen in die Gaskammer gehen und, sagen wir, einen Mambo tanzen? Angeführt von Anne Frank?“
Die teilweise in scharfer Form geführte Debatte löste sich auch insofern vom Filminhalt selbst, als die meisten Kritiker und Aktivisten Life of Brian nicht gesehen hatten und auf die Schilderungen anderer vertrauten. Laut Hewison kam sogar das Gerücht in Umlauf, während der Dreharbeiten sei ein Kind misshandelt worden.
Als der Film im September und Oktober landesweit in die Kinos kam, nahmen einige Kinobetreiber die Komödie aus Rücksicht vor Protesten nicht ins Programm. Für große Aufregung sorgte Life of Brian insbesondere in den Staaten des sogenannten „Bible Belt“ im Südosten der Vereinigten Staaten. In Columbia, South Carolina, setzte sich der republikanische Senator Strom Thurmond dafür ein, dass der Film aus den lokalen Kinos verschwand. Der Absetzung folgten wütende Proteste mit Plakaten wie „Lasst Brian wiederauferstehen, kreuzigt die Zensoren“. Auch in den meisten Städten Louisianas, Arkansas und Mississippis wurden Vorführungen abgesagt bzw. abgesetzt, nachdem Staatsanwälte Klagen gegen Kinobetreiber angedroht hatten bzw. der Druck religiöser Proteste zu groß wurde.
Andere kirchliche Vereinigungen nahmen hingegen eine betont liberale Haltung ein. Ob Proteste stattfanden und wie die Kinobetreiber darauf reagierten, war meist von lokalen Befindlichkeiten abhängig. Der überwiegende Teil der Kinos des Landes konnte den Film problemlos zeigen und sich dank medienwirksamer Proteste über hohe Einnahmen freuen. Das Premierenkino Cinema One etwa verzeichnete Rekordeinnahmen.

##### Vereinigtes Königreich

Die Argumente christlicher Demonstranten gegen den Film. Mit Flugblättern dieses Inhalts wurden Zuschauer im Vereinigten Königreich vor Life of Brian gewarnt.

Ende August 1979, als der Film in den Vereinigten Staaten bereits angelaufen war, fällte die BBFC ihre Entscheidung, Life of Brian ohne weitere Beanstandungen ab 14 Jahren freizugeben (Zertifikat ‚AA‘). Die Empfehlungen der BBFC müssen von den jeweiligen englischen Gemeinden jedoch nicht übernommen werden. Bezüglich der empfohlenen Altersfreigabe, die von jedem Gemeinderat selbst bestimmt werden kann, entschied sich der Filmverleih CIC für eine strenge Regelung: In Gemeinden, die den Film mit einem Jugendverbot belegten, würde der Film nicht zur Aufführung gebracht.
Indessen versuchte Festival of Light Vorführungen zu verhindern oder zumindest stark einzuschränken. Damit die Einnahmen aus dem „kranken“ Film, der ständig zwischen „Sadismus und völliger Blödheit“ schwanke, sich nicht wie in den Vereinigten Staaten wegen öffentlicher Proteste erhöhten, wählte man die Methode, örtliche Gremien von einem Filmverbot zu überzeugen. Auch eine Klage wegen Blasphemie stand vorerst nicht mehr im Raum: Die Erfolgsaussichten vor Gericht schienen zu gering. Zur Premiere am 8. November 1979 im Plaza Cinema in London versammelten sich Demonstranten vor dem Kino und sangen Kirchenlieder. Am 9. November rief der Erzbischof von York, Stuart Yarworth Blanch, alle Christen und besorgten Bürger dazu auf, die zuständigen Gremien vor Ort vor dem Film zu warnen, „so wie in anderen Fällen, bei denen es so scheint, dass ein Film die Menschlichkeit entwertet“.
In der abendlichen Fernsehsendung Friday Night Saturday Morning vom 9. November diskutierten John Cleese und Michael Palin vor Studiopublikum mit dem Bischof von Southwark, Mervyn Stockwood, und Malcolm Muggeridge, einem bekannten Schriftsteller und Anhänger der Erweckungsbewegung. Muggeridge bezeichnete es als „billig und abgeschmackt“, wie der Film die „Menschwerdung Gottes“ verspotte; Stockwood bezeichnete jede Behauptung, mit Brian sei nicht Jesus gemeint, von vornherein als „Quatsch“. Besonders empörte sich Muggeridge über die „abstoßende“ Abschlussszene, in der „eine Menge Gekreuzigter […] eine Revuenummer singt“. Palin zeigte sich von den Äußerungen sichtlich getroffen und irritiert. Er beharrte auf der Feststellung, dass die Komödie die Menschen nicht vom Glauben abbringen, sondern nur unterhalten wolle: „Viele verlassen das Kino fröhlich und lachen darüber. Ohne dass ihr Glaube erschüttert wurde.“ Bischof Stockwood spielte dennoch in seinem Schlusswort auf den Judaslohn an: „Sie bekommen Ihre 30 Silberlinge, da bin ich sicher.“
Erst Anfang 1980 kam Life of Brian landesweit in die Kinos. Die Verleihfirma CIC hoffte im Vorfeld darauf, dass bis dahin der Vorwurf der Blasphemie genügend entkräftet sein würde. Außerdem sollte eine Kollision mit den weihnachtlichen Feiertagen vermieden werden. Doch wie in den Vereinigten Staaten erfuhr die Kontroverse mit dem landesweiten Vertrieb neuen Aufschwung. Bischöfe mehrerer englischer Städte protestierten und das Festival of Light stellte der Church of England Material gegen den Film zur Verfügung, das verteilt wurde.
Mehrere englische Gemeinden sprachen ein Aufführungs- oder Jugendverbot aus – auch ohne den Film gesehen zu haben, wie etwa in West Yorkshire oder East Devon, wo ein Stadtrat sich rechtfertigte: „Man muss keinen Schweinestall sehen, um zu wissen, dass er stinkt.“ Den Verboten folgten Proteste gegen Zensur und für Meinungsfreiheit. Letztlich sprachen sich von den über 370 Gemeinden zehn für ein Verbot und 27 für ein X-Rating aus, womit der Film aufgrund der Vorgaben des Verleihs ebenfalls nicht gezeigt werden konnte. Der Verbreitung der Komödie schadete dies nur bedingt: Wieder andere Nachbargemeinden ließen die Komödie zu, meist sogar ohne sie vorab geprüft zu haben. Wie in den Vereinigten Staaten beflügelte die Kontroverse den Erfolg von Life of Brian an den Kinokassen.

##### Andere Staaten
In Kanada warfen die kommenden Konflikte im Juni 1979 ihre ersten Schatten voraus, als eine Radiosendung über die Dreharbeiten zu Life of Brian vor der Ausstrahlung verboten wurde. Der Film selbst passierte die Zensurbehörde ohne weitere Bedenken wegen Blasphemie. Allerdings musste erstmals auf dem Werbematerial zum Film neben der Altersfreigabe („Restricted“ – ab 17 Jahren in Begleitung eines Erwachsenen) die zusätzliche Warnung zu lesen sein, dass der Film religiöse Gefühle verletzen könne. Die in Sault Ste. Marie eingebrachte Klage eines Geistlichen gegen das lokale Kino ließ der Staatsanwalt nicht zur Anhörung zu.
In Australien beschäftigte Life of Brian das Parlament, nachdem ein römisch-katholischer Priester in Queensland die Zensoren zu einem Verbot des Films bringen wollte, diese sich aber weigerten. Der Kulturminister bestätigte die Rechtsauffassung der Zensurbehörde, meinte jedoch, der „schmuddelige und geschmacklose“ („grubby and tasteless“) Film sollte nach Möglichkeit keine große Verbreitung finden. Nicht zuletzt dank der Aufregung stieß Brian zu den zehn erfolgreichsten Kinofilmen des Landes vor. In Irland blieben laut Hewison Versuche, Brian durch die Zensurbehörde zu bekommen, von vornherein aus. Allerdings konnte der Soundtrack, eine von den Pythons bearbeitete Hörspielfassung des Films, aufgrund einer Gesetzeslücke problemlos eingeführt werden. Als ein beliebter Fernsehprediger auf die Schallplatte aufmerksam machte, indem er sagte, „wer diese Platte […] lustig findet, muss gestört sein“, sah sich der Vertrieb nach Zeitungsberichten, Protestschreiben und Drohanrufen gezwungen, die Einfuhr einzustellen.
In Italien kam der Film aus unbekannten Gründen nicht in die Kinos. Ob dies aus der katholischen Tradition des Landes zu erklären ist, konnte etwa Hewison in seiner genauen Chronologie der Kontroverse in Monty Python: The Case Against nur vermuten. In Spanien, Frankreich und Belgien, ebenfalls stark katholisch geprägt, gab es keine wesentlichen Widerstände gegen die Aufführung. Auch in Österreich, Deutschland, der Schweiz, Griechenland, Dänemark, Schweden und Israel wurde der Film ohne Probleme zugelassen.
Die Zensurbehörde in Norwegen sorgte für ein Novum, als sie mit Life of Brian erstmals in der Geschichte des Landes eine Komödie verbot. Daraufhin warben Kinos im benachbarten Schweden: „Der Film ist so witzig, dass er in Norwegen verboten wurde.“ Tatsächlich begründeten die norwegischen Zensoren ihre Entscheidung damit, dass die Massenkreuzigung am Ende, aber auch die Bergpredigt am Beginn des Films religiöse Gefühle verletzen könnten. Das überraschende Verbot sorgte für mediale Aufregung und die Filmzensoren selbst bemühten sich, zusammen mit dem norwegischen Filmverleih einen Kompromiss zu finden. Dem Vorschlag, während der Kreuzigungsszene das Bild auszublenden und nur die Tonspur laufen zu lassen, stimmten die Pythons nicht zu. Ein halbes Jahr später durfte der unveränderte Film schließlich, wie üblich, in Originalfassung mit norwegischen Untertiteln gezeigt werden – mit der einzigen Beschränkung, strittige Passagen nicht zu übersetzen.

#### Säkulare Kritik
Auch Filmbesprechungen in der säkularen Presse widmeten sich zu einem guten Teil der Kontroverse, für die viele Filmkritiker Verständnis zeigten. Richard Schickel meinte, Life of Brian sei alles andere als eine „handzahme Parodie“, und sprach von einem „Angriff der Pythons auf die Religion“. Gegensätzliche Ansichten äußerte etwa Roger Ebert, der sich Stanley Kauffmann von der New Republic anschloss, wonach Christus den Film wohl sehr genossen hätte: „Life of Brian ist auf so vergnügliche Art harmlos, dass es fast schon blasphemisch ist, ihn ernst zu nehmen.“
Zwar stimmten viele Filmkritiker darin überein, dass sich Life of Brian nicht über Jesus, sondern über Bibelfilme lustig mache. Doch in der Einschätzung der komödiantischen Qualität gingen die Meinungen der Filmkritiker stark auseinander. So schienen Amerikaner nicht nur Probleme mit den britischen Akzenten zu haben, wie sie etwa das Branchenblatt Variety monierte. Der amerikanische Kritiker Roger Ebert meinte zudem: „Der eigenartige, britische Humor der Truppe ist für Amerikaner manchmal schwer zugänglich.“
Dessen ungeachtet genossen etwa Richard Schickel (Time) und Vincent Canby (New York Times) die Komödie: „Der Film ist wie ein Luftkissenfahrzeug, vollgetankt mit komischer Energie“, das über manch schwache Stelle ungeachtet hinwegfege.
Im kanadischen Magazin Maclean’s pflichtete Lawrence O’Toole jenen bei, die den Film beleidigend fanden, allerdings „mehr wegen seiner Banalität als seiner Blasphemie“. In seiner Kritik im Spiegel äußerte sich Wolfgang Limmer ähnlich: Die religiöse Aufregung sei zu viel für „einen schwachen Film. Denn der einstmals böse und skurrile Witz der Monty Phytons [sic] ist hier zu tatterhaftem, langweiligem Klamauk verkommen.“ Mit Gags auf dem „Niveau pubertärer Klosprüche“ sei Life of Brian „ein trauriger Nachruf auf die Monty Pythons“.

### Nachwirkungen
Als direkte Folge der guten Aufnahme des Films beim Publikum wurde in Hollywood die Komödie Wholly Moses! produziert, die mit Dudley Moore in der Hauptrolle bereits 1980 in die Kinos kam. Die Pythons selbst nutzten das Angebot, ihren nächsten Film für das Hollywood-Studio Universal zu produzieren. Bei der Arbeit zu Monty Python’s Meaning of Life verfügten sie zwar über ein Vierfaches des Budgets, das sie für Life of Brian aufwandten, doch konnte sich der zuletzt wieder aufgeflammte Teamgeist nicht mehr einstellen; es blieb das letzte gemeinsame Filmprojekt der stilbildenden Komikergruppe.
Auch Jahrzehnte nach der Fertigstellung ist der Publikumserfolg von Life of Brian beträchtlich. 2006 wies eine Umfrage des Senders Channel 4 Life of Brian als „beste Komödie aller Zeiten“ aus. Eine 2007 durchgeführte Online-Umfrage der britischen Fernsehzeitschrift Radio Times kürte die Komödie zum „besten britischen Film aller Zeiten“. Das British Film Institute wählte Das Leben des Brian im Jahr 1999 auf Platz 28 der besten britischen Filme aller Zeiten. Phrasen und Zitate – etwa „Jeder nur ein Kreuz“ oder „Er hat Jehova gesagt“ – fanden Einzug in die Alltagskultur.
Ein erfolgreiches Eigenleben entwickelte Eric Idles Abschlusslied: Always Look on the Bright Side of Life nahm, soweit festgestellt werden kann, seinen Weg von englischen Fußballstadien in die Hitparade: 1991 belegte das Lied im Vereinigten Königreich Platz zwei. Auch in den österreichischen Charts erreichte der Song Platz zwei. Statt Bildern der Gekreuzigten, die nach wie vor ein Tabu darstellen, zeigt das Musikvideo Szenen aus Monty Python’s Flying Circus. In einem 2007 geführten Interview gab Eric Idle an: „Der Song gehört zu den zehn meistgewünschten Begräbnisliedern der letzten 15 Jahre.“ Zusammen mit dem Komponisten John Du Prez schuf Eric Idle das Oratorium Not the Messiah. Das Werk basiert auf dem Film, beinhaltet das berühmte Lied und wurde im Juni 2007 im Rahmen des Luminate Festivals in Toronto uraufgeführt.
Der außergewöhnliche Erfolg und die Kontroverse um Mel Gibsons Film Die Passion Christi bot den Pythons eine gute Gelegenheit, Life of Brian 2004 wieder in die Kinos zu bringen. Von Kritikern wurde die Satire nach 25 Jahren als erfrischend empfunden: „Genau das, was The Passion of the Christ fehlte: Mehr Gesangs- und Tanznummern.“ Der New Yorker brachte zum Ausdruck, in Life of Brian finde sich „kein bisschen Blasphemie“.
In der walisischen Stadt Aberystwyth ging man lange davon aus, dass ein Aufführungsverbot bestehe. Als sich Darstellerin Sue Jones-Davies (Judith), die 2008 zur Bürgermeisterin der Stadt gewählt worden war, für die Aufhebung dieses angeblichen Aufführungsverbots einsetzte, stellte sich jedoch heraus, dass zwar 1981 ein Ausschuss im County Ceredigion den Film begutachtet und Teile als „gänzlich inakzeptabel“ bezeichnet hatte, die Aufführung aber trotzdem erlaubt worden war. In der Folge fand in Aberystwyth eine Sonderaufführung unter Beteiligung von Terry Jones und Michael Palin statt.
In öffentlichen Debatten um die Freiheit der Kunst und insbesondere des satirischen Humors nimmt Life of Brian einen prominenten Platz ein. 2001 protestierte der britische Komiker Rowan Atkinson mit Verweis auf die Komödie der Pythons gegen schärfere Strafen wegen Religionskritik, die im neuen Anti-Terror-Gesetz enthalten seien.
In der 2006 in Deutschland geführten Debatte um die satirische Zeichentrickserie Popetown nahmen Medien und Beteiligte ebenfalls Bezug zu Life of Brian. Einigen Beobachtern und Kommentatoren drängten sich auch Parallelen zur Kontroverse um Life of Brian und den Mohammed-Karikaturen auf. Die Pythons selbst geben sich skeptisch, ob ein Film wie Life of Brian heutzutage gedreht werden könnte. „Heute würde wohl jeder zwei Mal drüber nachdenken.“
Im Oktober 2011 wurde der von der BBC in Auftrag gegebene Fernsehfilm Holy Flying Circus ausgestrahlt, der sich satirisch mit der Kontroverse von 1979 auseinandersetzt.
Ein Mitglied der Initiative Religionsfrei im Revier organisiert seit 2013 jeweils am Karfreitag in Bochum eine öffentliche Aufführung des Films. Dies ist nach Auffassung des Oberlandesgerichts Hamm ein Verstoß gegen § 6 des geltenden Feiertagsgesetzes in Nordrhein-Westfalen. Es verhängte deshalb ein Bußgeld, gegen das der Betroffene eine Verfassungsbeschwerde eingelegt hatte. Diese wurde mit Entscheid vom 6. Dezember 2017 abgewiesen, weil die Antragsteller es unterlassen hatten, eine Ausnahmegenehmigung zu beantragen. Eine solche Genehmigung wurde seit 2018 regelmäßig erteilt. Der Film wird nach wie vor von der Freiwilligen Selbstkontrolle der Filmwirtschaft (FSK) als „nicht feiertagsfrei“ eingestuft.

## Filmanalyse

### Inszenierung

#### Dramaturgie
Die aus den Evangelien bekannte Lebensgeschichte Jesu Christi dient als Rahmen und Subtext der Geschichte Brians: „Beide Geschichten beginnen mit einer Geburt im Stall und steuern auf die Kreuzigung auf Geheiß des Pontius Pilatus zu.“ Laut W. Barnes Tatum kann Life of Brian somit zur Tradition der Jesus-Filme gezählt werden, die Motive der neutestamentlichen Erzählung widerspiegelten und neu interpretierten. Ungewöhnlicherweise verlaufe diese alternative Geschichte parallel zu der Jesu. Jesus selbst trete nur zu Beginn des Films in Erscheinung, auch um deutlich zu machen, dass mit Brian nicht Jesus gemeint sei, obwohl es zwischen beiden deutliche Parallelen gebe.
Life of Brian gilt als der am besten strukturierte Film der Komikergruppe Monty Python. Anders als bei vorherigen oder nachfolgenden Produktionen sind die einzelnen Python-typischen Sketche dem Ablauf der Geschichte untergeordnet. In dieser engagiert sich Brian erst in einer jüdischen Widerstandsgruppe, wird daraufhin verhaftet und befindet sich dann die meiste Zeit auf der Flucht – erst vor den Römern, dann vor seiner geistlichen Anhängerschaft. Der finale, etwa 20-minütige Kreuzigungs-Sketch verwebt mehrere kleinere Sketche miteinander, in der alle wesentlichen Figuren auftauchen. Für die einzige Irritation innerhalb der sonst recht schlüssigen Dramaturgie sorge das plötzliche Auftauchen eines mit Aliens besetzten Raumschiffes. Auf Tatum wirkt es, als „konnte sich die Truppe nicht mehr zurückhalten“. James Berardinelli sieht jedoch mit der plötzlichen Rettung Brians durch ein Raumschiff die üblichen Deus-ex-machina-Konventionen üblicher Filmdramaturgie parodiert. Das Abschlusslied Always Look on the Bright Side of Life, das die Gekreuzigten singen, drückt nach Meinung vieler Filmwissenschaftler im Text die philosophische Grundhaltung des Films und des gesamten Schaffens der Monty Pythons aus.

#### Visueller Stil

Die von Gilliam inszenierte Weltraumschlacht sticht nicht nur inhaltlich heraus, wie die Schnittfrequenzgrafik zeigt.

In seiner Kritik anlässlich der Wiederaufführung stellt Rob Thomas (Capital Times) fest, Life of Brian wirke optisch so sehr wie ein klassisches Bibel-Epos, dass man „fast erschrickt, John Cleeses Augen unter einem Römerhelm hervorblitzen zu sehen“. Tatsächlich betrieb das Team unter Produktionsdesigner Terry Gilliam viel Aufwand, um eine möglichst realistische und glaubhafte Atmosphäre der damaligen Zeit einzufangen. Dreck und Schmutz sind dabei ein ebenso wichtiges gestalterisches Mittel wie die im Szenenbild oft präsente Wäsche auf der Wäscheleine, die den Einstellungen Betriebsamkeit vermitteln sollte.
Die Ambition, ein „Heldenepos“ zu drehen, stieß allerdings an Grenzen. Zwar legte Regisseur Terry Jones Wert auf die genretypische Ästhetik von satten Farben und brach auch mit der Vorstellung, Komödien möglichst hell abzulichten: Der Sketch, in dem ein Zenturio Brian beim Beschmieren der Palastwände erwischt und ihm Nachhilfe in lateinischer Grammatik gibt, findet in der Dunkelheit statt. Davon abgesehen wurde auf originelle oder episch wirkende Aufnahmen weitgehend verzichtet, um nicht von der Komik abzulenken. „Die Kamera wurde positioniert wie bei einer Fernsehshow“, stellte Produktionsdesigner Gilliam mit Unbehagen fest, weil seine aufwendigen Sets deswegen kaum zu sehen sind.
Terry Gilliam versuchte auch, diese „Begrenzung durch Komik“ so gut wie möglich zu umgehen, indem er in eigener Regie immer wieder möglichst weite Kameraeinstellungen von der Umgebung machte, um ein Gefühl der Größe zu vermitteln: „Wenn man die großen Einstellungen richtig macht, wirken sie nach und man kann sich auf die Geschichte konzentrieren…“ Nahaufnahmen wurden prinzipiell vermieden, weil man in Komödien die Beziehung zwischen den Figuren in möglichst einer Einstellung sehen müsse. Terry Gilliam: „Wir zoomen nicht überall drauf. Wir machen keine außergewöhnlichen Einstellungen. Es ist eine Komödie. Das ist zumindest unsere Theorie von Komödien, und wir bleiben dabei.“

#### Stil
Bis heute teilen die Pythons nicht die Ansicht vieler Filmkritiker, mit Life of Brian eine Parodie auf Bibelfilme oder Ähnliches abgeliefert zu haben. Im Filmmagazin Schnitt pflichtet Florian Schwebel dieser Ansicht bei: „Eigentlich obligatorische, für Persiflagen perfekte Plotelemente wie Versuchungen, der Verrat durch einen Jünger oder die Auferstehung werden nicht einmal verulkt.“ Terry Jones vermutet, Life of Brian wirke deshalb parodistisch, weil die Figuren darin im Gegensatz zu klassischen Bibelepen eine betont alltägliche Sprechweise pflegen. Eric Idle bezeichnete das Projekt schon in der Entwicklungsphase als „biblische Komödie“: Die Gruppe wollte sich mit dem Bibelmythos, der die westliche Welt prägte, humoristisch auseinandersetzen.
James Berardinelli beschreibt den typischen Python-Stil als Mischung von „klugem, einsichtigem Humor mit markigen Dialogen und himmelschreiender Albernheit“. Die verschiedenen Stile, die die sechs Autoren und Schauspieler einbringen, scheinen es Kritikern und Filmwissenschaftlern oft schwer zu machen, die Wirkung zu beschreiben. In der Capital Times stand zu lesen: „Einige der Witze sind auf ziemlich pubertärem Niveau, etwa der Sprachfehler von Pontius Pilatus. Andere wieder sind bemerkenswert geistreich, etwa wenn ein gekreuzigter Mann keinen Samariter im ‚jüdischen Bereich‘ haben will.“ (“Some of the jokes are pretty juvenile, like the speech impediment of Pontius Pilate. Others are pretty high-minded, like the crucified man who doesn’t want a Samaritan in ‘the Jewish section.’”)
Andrea Nolte merkt in ihrer Besprechung für Reclam einen „Mangel an Subtilität“ an, lobt aber gleichzeitig die „Bandbreite komischer Charaktere, von denen einige zu den subtilsten und besten gehören, die die Pythons je erfunden haben“: etwa der Ex-Leprakranke, der sich über das Wunder seiner Heilung beschwert, weil sie ihn um seine Einnahmequelle als Bettler bringt, oder der Zenturio, der Brian eine Nachhilfe in Latein gibt, anstatt ihn für sein antirömisches Graffito („Römer, geht nach Hause!“) zu verhaften.
Nach der Beobachtung Michael Palins kommt gerade in der genannten Szene der typische „Schulhumor“ der Pythons zum Tragen: Lehrer und andere Autoritätspersonen sind im Werk der Monty Pythons oft Ziel des Spotts. John Cleese, der diesen Sketch hauptsächlich schrieb, war selbst zwei Jahre als Lateinlehrer tätig. „Das ist John, wie er leibt und lebt. Er hat die wunderbare Fähigkeit, Szenen aus seinem emotionalen Leben schreiben zu können, die tatsächlich eine Bedeutung haben“, meinte Idle, der die Stärken der anderen Autoren eher im Umgang mit Albernheiten sieht. John Cleese wiederum mutmaßte, bei diesem Sketch viel vom Stil Jones’ und Palins übernommen zu haben, die oft absurde Streitereien über völlig Unwichtiges thematisierten.
Von „obszöner Respektlosigkeit“ ist in vielen Besprechungen die Rede. Doch im Zentrum der Satire, die offenbar so viel Freude am Tabubruch zur Schau stellt, scheint sich ebenso viel Ernsthaftigkeit zu finden: „[…] die sonst so begnadete Knallcharge Graham Chapman spielt bis zum letzten homerischen Lachen nichts als Verwirrung und Leid.“

### Themen und Motive

#### Bibel

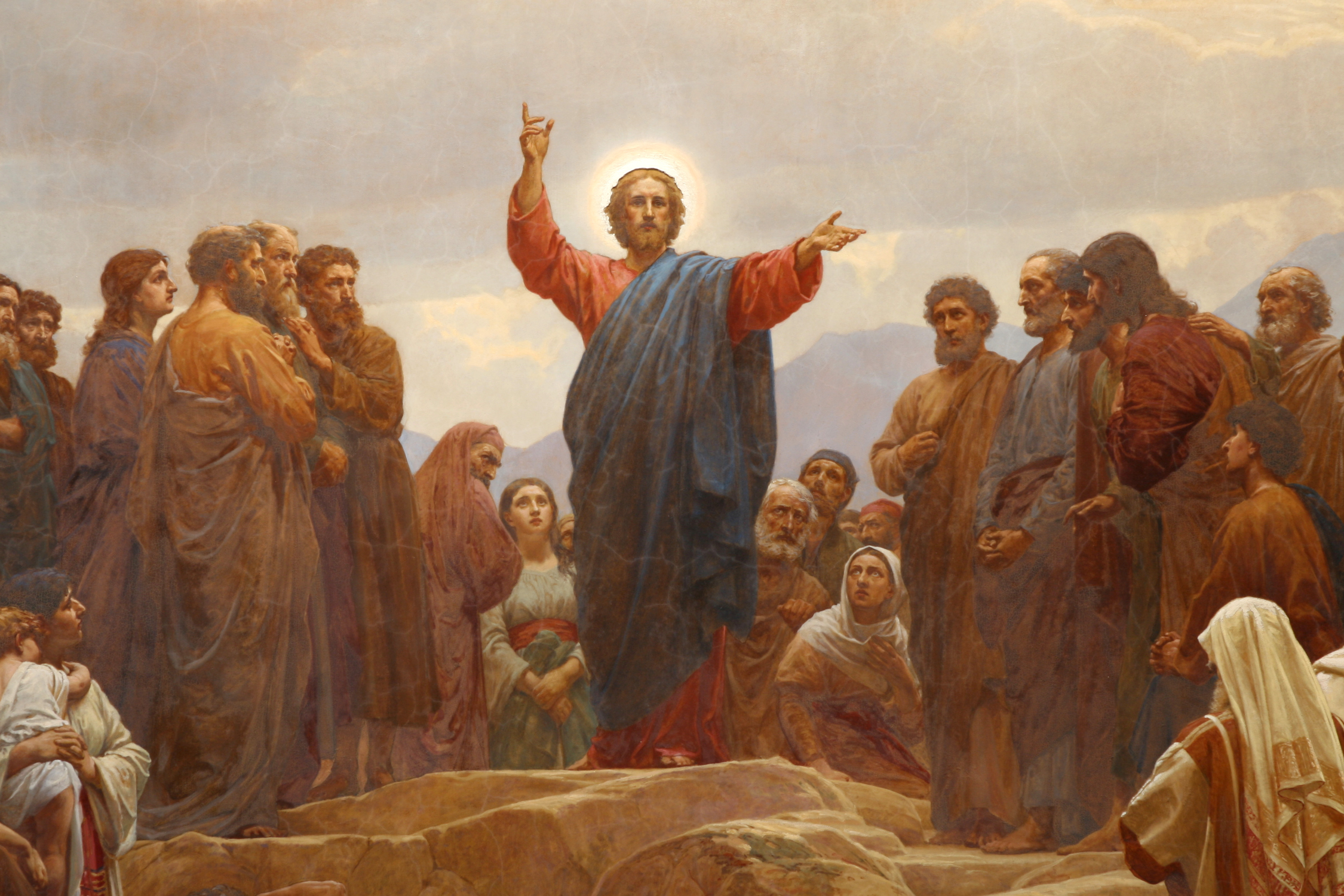
Jesus ist im Film nur während der Bergpredigt zu sehen. Seine Darstellung erinnert deutlich an christliche Ikonografie – man vergleiche die entsprechende Filmszene beispielsweise mit diesem Altarbild von Henrik Olrik in der Sankt Matthæus Kirke in Kopenhagen.

Die Darstellung Jesu in zwei kurzen Szenen zu Beginn des Films orientiert sich stark an der christlichen Ikonografie: Die Widerstandskämpfer verließen die wortgetreu vorgetragene Bergpredigt verärgert, weil ihnen Jesus zu friedfertig war: „Selig sind offenbar so ziemlich alle, die ein persönliches Interesse an der Aufrechterhaltung des Status quo haben […]“ Über die respektvolle Darstellung Jesu hinaus suggeriert der Film nach Auffassung der meisten Rezipienten auch nicht, dass es keinen Gott gebe oder Jesus nicht Gottes Sohn sei. Der Auftritt eines von Jesus geheilten Leprakranken bestätige die Evangelien, denen zufolge Christus Wunder vollbracht habe.
Nach den Einleitungsszenen verschwindet zwar jeder direkte Bezug auf Jesus, doch dient dessen Lebensgeschichte teils als Rahmen und Subtext der Geschichte Brians. Dass Brian der uneheliche Sohn eines Römers ist, könnte auf die polemische Legende anspielen, Jesus sei der Sohn des römischen Soldaten Panthera. Brian selbst spricht, als er sich als Prophet ausgeben muss, von den „Lilien auf dem Felde“ oder artikuliert in Klarheit: „Richtet nicht über andere, auf dass ihr nicht gerichtet werdet.“ Die Annahme, dass Brian zusammenhanglos wiederholt, was er von Jesus aufgeschnappt hat, liegt nahe.
Neben Jesus kommt noch eine weitere in den Evangelien namentlich genannte Person vor: Pontius Pilatus verkommt im Film „zur absoluten Witzfigur“. Obwohl es im Vorfeld der Kreuzigung Anspielungen auf Barabbas gibt, findet sich in Life of Brian keine Figur, die Judas oder Kajaphas entspräche. „Ob beabsichtigt oder nicht, die Entscheidung, Kajaphas nicht zu verkörpern, beugt der Möglichkeit vor, den Film als antisemitisch aufzufassen.“ Dass die Kreuzigung, ein Hauptmotiv der christlichen Ikonografie, innerhalb der Erzählweise des Films von ihrem historischen Kontext aus betrachtet und als routiniert durchgeführte Massenkreuzigung inszeniert wird, sorgte unter gläubigen Christen für Irritationen.

#### Glaube und Dogmatismus
Erklärtes Ziel der Satire ist nach übereinstimmenden Beobachtungen von Filmwissenschaftlern und Äußerungen der Pythons nicht Jesus und seine Lehre, sondern religiöser Dogmatismus. Die Bergpredigt zu Beginn des Films macht diesen Zugang deutlich: Nicht nur die schlechte Akustik erschwert das Verständnis der Aussagen Jesu. Die Zuhörer scheiterten daran, das Gesagte richtig und sinnvoll zu interpretieren: Als Jesus „Blessed are the peacemakers“ („Selig sind die Friedfertigen“) spricht, verstehen die Zuhörer das phonetisch ähnliche „Cheesemakers“ („Käser“) und interpretieren dies wiederum als Metapher und Seligsprechung aller, die „Molkereiprodukte erzeugen“.
Im Sinne des Philosophen David Hume persifliert Life of Brian die starke Neigung der Menschen, an das Außergewöhnliche und Fantastische zu glauben. Als Brian seine Predigt abbricht und sich von den Zuhörern abwendet, fasst die Menge es so auf, dass Brian das Geheimnis ewigen Lebens nicht preisgeben wolle, und folgt ihm auf Schritt und Tritt. In ihrem Bedürfnis, sich einer Autorität zu unterwerfen, erklärt die Menschenmenge Brian erst zum Propheten und schließlich zum Messias. Die Gläubigen versammeln sich in Massen unter Brians Fenster, um einen göttlichen Segen zu erhalten. Hier spricht Brian nach übereinstimmenden Angaben die Kernbotschaft des Films aus: „Ihr sollt niemandem folgen. Ihr sollt selbständig denken.“ Als nach der Veröffentlichung viele Gläubige gegen Life of Brian protestierten, sahen die Pythons diese Kernaussage der Satire bestätigt.
Terry Jones meinte, Life of Brian „ist nicht Blasphemie, sondern Häresie“, da er sich gegen die kirchliche Autorität wende, während der Glaube an Gott unangetastet bliebe: „Christus sagt all diese wundervollen Dinge über Friede und Liebe, doch zweitausend Jahre lang bringen sich die Leute gegenseitig in seinem Namen um, weil sie sich nicht einigen können, wie oder in welcher Reihenfolge er es gesagt hat.“ Als die Anhängerschaft über die richtige Interpretation einer von Brian verlorenen Sandale streitet, ist das laut Terry Jones „die Geschichte der Kirche in drei Minuten“. Auch Kevin Shilbrack war der Ansicht, tatsächlich könne man „fromm sein und dennoch mit dem Film vollkommen glücklich sein“.
Dass Dogmatismus in den Reihen der politischen Linken Ziel des Spotts ist, ging in der Kontroverse meist unter. Laut John Cleese entstanden damals im Vereinigten Königreich schier unüberschaubar viele linke Organisationen und Parteien, die eher sich gegenseitig bekämpften als den politischen Gegner – weil es ihnen so wichtig war, „dass ihre Lehre rein war“. Der Anführer der „Volksfront von Judäa“ macht im Film klar: „Die einzigen, die wir noch mehr hassen als die Römer […] sind die von der Scheiß ‚Judäischen Volksfront‘“. Verstrickt in ständige Debatten und deren genaue Protokollierung lesen diese „recht vertrottelten Revolutionäre“ schließlich Brian am Kreuz eine ausgefeilte Erklärung vor, anstatt ihn zu retten. So akzeptieren sie indirekt die Besatzer und deren Hinrichtungsmethoden als Schicksal, das man zu ertragen hat.
Kaum Beachtung in den Besprechungen fand auch der Seitenhieb auf die Frauenbewegung, die in den 1970er-Jahren begann, auf sich aufmerksam zu machen. Widerstandskämpfer Stan möchte – in der Sprache der politischen Aktivisten – „sein Recht als Mann“ nutzen, eine Frau zu sein. Weil niemandem das Recht, Babys zu bekommen, genommen werden dürfe, akzeptiert die Gruppe ihn nun fortwährend als „Loretta“. Außerdem setzt sich infolgedessen als neue Sprachregelung „Geschwister“ statt „Bruder“ bzw. „Schwester“ durch.

#### Individualismus und Sinnlosigkeit
Die große Anhängerschar Brians folgte ihm bis zum Schlafzimmerfenster. Irritiert von der Verehrung, die sie ihm entgegenbringt, erklärt er der gläubigen Menschenmasse: „Ihr braucht mir nicht zu folgen. Ihr braucht niemandem zu folgen. Ihr seid alle Individuen. […] Lasst euch von niemandem sagen, was ihr zu tun habt.“
Diese oft rezipierte Szene ist laut Edward Slowik „zweifellos einer jener seltenen Momente“, in dem die Pythons „offen und direkt ein philosophisches Konzept“ ausdrücken. Schon die Fernsehserie Monty Python’s Flying Circus, für die sich die Komikergruppe Ende der 1960er-Jahre formierte, basierte in ihrem Humorverständnis auf Individualismus und Unangepasstheit. Life of Brian bringt die existenzialistische Auffassung, wonach jeder selbst dem eigenen Leben Sinn geben müsse, auf den Punkt.
Brian kann man demnach als Existenzialisten in der Tradition Friedrich Nietzsches und Jean-Paul Sartres bezeichnen: Er ist aufrichtig sich selbst und anderen gegenüber und führt, so gut er kann, ein „authentisches Leben“. Allerdings ist Brian zu naiv, um als Held im Sinne Albert Camus’ zu gelten. In der Auffassung Camus’ findet die Suche nach dem Sinn des eigenen Lebens in einer zutiefst absurden, sinnlosen Welt statt. Der „absurde Held“ rebelliert gegen diese Sinnlosigkeit und bleibt seinen Zielen treu, obwohl er weiß, dass sein Kampf langfristig ohne Wirkung bleibt. Brian hingegen ist nicht in der Lage, die Sinnlosigkeit seiner Situation zu erkennen, und kann deshalb auch nicht darüber triumphieren.
Dass die Welt absurd ist und jedes Leben ohne übergeordneten Sinn gelebt werden muss, ist – da ist sich Kevin Shilbrack in Monty Python and Philosophy sicher – die Grundauffassung des Films. Die vorletzte Strophe des populären Liedes Always Look on the Bright Side of Life würde diese Botschaft klar ausdrücken:

“For life is quite absurd
And death’s the final word
You must always face the curtain with a bow.
Forget about your sin – give the audience a grin
Enjoy it – it is your last chance anyhow.”

„Das Leben ist absurd
Der Tod das letzte Wort
Mach einen Knicks, wenn einst der Vorhang fällt
Vergiss die Last der Sünden – schenk dem Publikum ein Grinsen
Genieß die letzte Chance auf dieser Welt.“

Das Finale bringt zum Ausdruck, dass die Hinrichtungen ohne Sinn und Zweck seien. Es gebe „keinen Hinweis, dass ihre Tode irgendeine Bedeutung hätten oder eine bessere Welt auf sie warten würde“.
Auf dieser Ebene könnte zwar behauptet werden, dass Life of Brian ein Weltbild vertritt, das jenem der Religion von Grund auf widerspricht: „Das Universum antwortet auf die menschliche Suche [nach Sinn und Glück] mit Stille.“ Doch als Gegengewicht zum Nihilismus bietet Life of Brian, laut Kevin Shilbrack, Humor, der sich wiederum auch mit Religion vertrage: „Gegen die Sinnlosigkeit kommt man nicht an, aber man kann über sie lachen.“

## Bühnenadaption
Not the Messiah: He’s a Very Naughty Boy ist ein komisches Oratorium, das auf dem Film Monty Python’s Life Of Brian basiert. Geschrieben und komponiert wurde das Werk von Monty-Python-Mitglied Eric Idle und dem Komponisten und Trompeter John Du Prez. Die Uraufführung fand 2007 auf dem Luminato Festival in Toronto statt. Die deutsche Fassung trägt den Filmtitel Monty Python's Das Leben des Brian und wurde 2021 in München am Staatstheater am Gärtnerplatz erstaufgeführt.

## TV-Beiträge
- Life Of Brian 1979 Debate - complete, 55:06 Minuten (englisch)
- Das Leben des Brian - Making Of, 49:55 Minuten (englisch)

### Primärliteratur
- Monty Python: Das Leben Brians. Drehbuch und apokryphe Szenen. Wilhelm Heyne Verlag (Taschenbuchausgabe), München 1994, ISBN 3-453-07154-9

### Sekundärliteratur
- Darl Larsen: A Book about the Film Monty Python’s Life of Brian. Rowman & Littlefield Publishers, 2018, ISBN 978-1-5381-0365-4
- Joan E. Taylor: Jesus and Brian. Exploring the Historical Jesus and his Times via Monty Python’s Live of Brian. Bloomsbury T&T Clark, London u. a. 2015, ISBN 978-0-567-65831-9
- Gary L. Hardcastle und George A. Reisch (Hrsg.): Monty Python and Philosophy. Carus Publishing Company, Illinois 2006, ISBN 0-8126-9593-3
- Heinz-B. Heller und Matthias Steinle (Hrsg.): Filmgenres: Komödie. Philip Reclam, Stuttgart 2005, S 381–384, ISBN 3-15-018407-X
- Monty Python, Bob McCabe: Die Autobiografie von Monty Python. Verlagsgruppe Koch GmbH/Hannibal, Höfen 2004, S 272–307, ISBN 3-85445-244-6
- W. Barnes Tantum: Jesus at the movies. Polebridge Press, Santa Rosa 1997, revised and expanded 2004, S 149–162, ISBN 0-944344-67-4
- Andreas Pittler: Monty Python. Über den Sinn des Lebens. Wilhelm Heyne Verlag, München 1997, S 152–162, ISBN 3-453-12422-7
- Kim “Howard” Johnson: The first 200 years of Monty Python. Plexus Publishing Limited, London 1990, S 205–213, ISBN 0-85965-107-X
- Robert Hewison: Monty Python: the case against. Eyre Methuen Ltd, London 1981, S 58–95, ISBN 0-413-48650-8